# Будникова Валентина Володимирівна
Валентина Володимирівна Будникова (нар. 1957, село Амонь Курської області, тепер Російська Федерація) — українська радянська діячка, новатор виробництва, штукатур пересувної механізованої колони № 176 тресту «Кримсільбуд» Кримської області. Депутат Верховної Ради УРСР 10-го скликання.

## Біографія
Народилася в багатодітній родині колгоспників. Закінчила вісім класів сільської школи.
У 1975 році закінчила Сімферопольське міське професійно-технічне училище № 15, здобула спеціальність маляра-штукатура. Член ВЛКСМ.
З 1974 року — штукатур пересувної механізованої колони № 176 тресту «Кримсільбуд» Кримської області. Без відриву від виробництва закінчила заочне відділення Бахчисарайського будівельного технікуму Кримської області.
Обиралася членом Кримського обласного комітету ВЛКСМ.